# كلايد كونيل
كلايد كونيل (بالإنجليزية: Clyde Connell)‏ هي نحّاتة أمريكية، ولدت في 1901 في شريفبورت في الولايات المتحدة، وتوفيت في 1998.